# مدرسة ولاية نيويورك للصم
مدرسة ولاية نيويورك للصم (اختصارًا: NYSSD) أُسست في روما بولاية نيويورك عام 1874 على يد ألفونسو جونسون، وهو خريج ومعلم سابق في مؤسسة نيويورك للصم. وتُدار المدرسة حاليًا تحت إشراف مجلس وصاية ولاية نيويورك.

## التاريخ
أسس ألفونسو جونسون، وهو أصم وخريج من مؤسسة نيويورك للصم ومعلم سابق فيها، مدرسة للصم في روما عام 1874 بمساعدة القس توماس جالوديت. افتتحت المدرسة عام 1875 بأربعة طلاب، وكان جونسون هو المدير والمعلم. وفي العام التالي، بدأت المدرسة نشاطها باسم مؤسسة وسط نيويورك للصم والبكم. وخلال ثلاث سنوات ارتفع عدد الحضور إلى 100 طالب وبدأ بناء المزيد من المباني.
في عام 1887، خصصت الهيئة التشريعية لولاية نيويورك أموالًا لبناء عدة مبانٍ، بما فيها قاعة جالوديت. وفي عام 1931 أصبح اسم المدرسة مدرسة وسط نيويورك للصم. ثم في عام 1963، وبموجب قانون تشريعي، أصبحت المدرسة جزءًا من إدارة التعليم في ولاية نيويورك، وتغير اسمها إلى مدرسة ولاية نيويورك للصم. وقد أدت المخصصات المالية الكبيرة في الستينيات إلى توسع كبير، وتبلغ مساحة الحرم الحالي 17 فدانًا.
في عام 1950، تولى فريد إل. سباركس من جافني (كارولاينا الجنوبية) منصب المدير.

## التنظيم
كانت المدرسة سابقًا مؤسسة مستقلة، لكنها الآن هيئة حكومية تابعة لـ إدارة التعليم في ولاية نيويورك ومجلس وصاية ولاية نيويورك. وتحكمها المادة 88 من قانون ولاية نيويورك تحت عنوان المدارس الخاصة والتعليم.
حالياً، يبلغ عدد الطلاب 65 وعدد أعضاء الهيئة التدريسية 20. وتتوفر مهاجع إقامة داخلية للطلاب الذين يودون السكن داخل الحرم.

## البرنامج التعليمي

### الدراسة الأكاديمية
توفر المدرسة برامج للمرحلة الابتدائية، والمتوسطة، والثانوية، إضافة إلى الإعداد الجامعي، الإعداد المهني، التعليم المهني ( مجالس الخدمات التعليمية التعاونية BOCES)، مهارات الحياة اليومية، والفنون الجميلة، وكذلك برنامج للرضع الصم.

### الأنشطة الرياضية
تدير المدرسة برامج رياضية في الكرة اللينة، وألعاب المضمار، وكرة القدم.
التميمة هي "طروادة"، والألوان المعتمدة هي الأخضر والذهبي.
تشارك فرق المدرسة في بطولات بين المدارس في كرة السلة وكرة القدم والجري للبنين؛ وكرة السلة والكرة اللينة وكرة القدم للبنات. تنتمي المدرسة إلى عدة اتحادات رياضية منها: رابطة المدارس الثانوية العامة بولاية نيويورك (NYSPHSAA)، ورابطة الولايات الشرقية للرياضة بين المدارس للصم (ESDAA)، واتحاد مدارس نورث كانتري (NCAC).